# Alfa-zavojnica
Alfa-zavojnica ili alfa-uzvojnica je uz beta-lance jedan od dvaju glavnih oblika sekundarnih proteinskih struktura. S beta-lancima povezuje se u beta-nabranu ploču. Pauling i Corey ovu su

## Nastanak
Nastaje u uvjetima kad se u peptidnim vezama između NH i CO skupina pravilno stvore vodikove veze. U svakoj aminokiselini CO-skupina unutar zavojnice tom se vrstom veze poveže s NH skupinom aminokiseline koja je od nje udaljena za tri aminokiseline.
Aminokiseline Ala, Glu i Leu stvaraju alfa-uzvojnice, a razaraju ih Ser, Asp i Asn. Budući da su neposredno uz okosnicu peptidnog lanca, a imaju bočne skupine koje su donori ili akceptori vodikovih atoma (hidroksilne skupine), razaraju vodikove veze. Alfa-zavojnicu razara i Pro.

## Oblik
U ovoj peptidnoj zavojnici polipeptidni lanac zavija u smjeru kazaljke na satu, odnosno kao u desnom navoju vijka.

## Vanjske poveznice
- Repozitorij Prirodoslovno-matematičkog fakulteta u Zagrebu Boris Mildner: Proteini i njihove trodimenzionalne strukture. Relativna učestalost aminokiselina u sekundarnim strukturama. Str. 8